# Melanagromyza minimoides
Melanagromyza minimoides este o specie de muște din genul Melanagromyza, familia Agromyzidae, descrisă de Spencer în anul 1966. Conform Catalogue of Life specia Melanagromyza minimoides nu are subspecii cunoscute.